# ما بوی
"Ma Boy" اولین تک‌آهنگ گروه دختران کره جنوبی سیستار۱۹ که زیر مجموعه سیستار می باشد، است. این تک‌آهنگ دیجیتال به صورت آنلاین در تاریخ ۳ می ۲۰۱۱ و در جریان Starship Entertainment منتشر گردید.
آهنگ یک موفقیت تجاری بود، که در Gaon Digital Chart تا رتبه ۲ بالا رفت. آهنگ بیش از ۲٫۶۵۲٫۴۷۴ بار در ۲۰۱۱ فروخت.

## انتشار
در ۲۸ آوریل ۲۰۱۱، ساخت زیر مجموعه سیستار۱۹ اعلام شد. گروه جدید، که شامل هیورین خواننده اصلی گروه و رپر بورا بود، در ۳ می شروع به کار کرد. 
سیستار۱۹ تیزر تک‌آهنگ خود "ما بوی" را در ۲۸ آوریل ۲۰۱۱ منتشر کرد. تک‌آهنگ در سایت های موسیقی دیجیتال و در تاریخ ۳ می ۲۰۱۱ منتشر شد. موزیک ویدئو رسمی نیز در همان روز عرضه شد.
در ۱۲ می ۲۰۱۱ سیستار۱۹ یک ویدئو تمرین قطعه "ما بوی" را منتشر کرد.
این آهنگ توسط بریو برادرز نوشته و منتشر گردید.
یک نسخه ویژه از "ما بوی" بعدها در اولین آلبوم کامل سیستار به نام So Cool انتشار یافت که علاوه بر اعضای سیستار۱۹، سویو و داسوم دو خواننده دیگر سیستار نیز در آن حضور داشتند.
این آهنگ شامل اولین تک آلبوم زیر مجموعه Gone Not Around Any Longer بود.

## ارتقاء
سیستار ۱۹ در ۵ می ۲۰۱۱ در M! Countdown به روی صحنه رفت. گروه همچنین "Ma Boy" را در مارس و آوریل و در جشنواره های موسیقی مختلف اجرا کرد. مانند موسیقی بانک، موسیقی هسته ای و Inkigayo.

## عملکرد تجاری
"Ma Boy" در رتبه ۵ نمودار اول تا هفتم می ۲۰۱۱ Gaon Digital Chart با ۲۹۱٫۳۹۷ فروش دانلودی و ۱٫۲۴۹٫۹۰۹ استریم قرار گرفت. این آهنگ در هفته دوم خود به رتبه ۳ صعود کرد و در هفته سوم در رتبه ۲ قرار گرفت.
این آهنگ برای می ۲۰۱۱ در رتبه ۲ در Gaon Digital Chart قرار گرفت، با ۱٫۳۷۲٫۸۶۴ فروش داناودی و ۱۲٫۶۲۵٫۰۶۱ استریم.  هم چنین در رتبه ۲۱ برای ماه ژوئن قرار گرفت و در رتبه ۶۵ برای ماه ژولای..
آهنگ در رتبه ۱۴ Gaon Digital Chart برای سال ۲۰۱۱ قرار گرفت،  با ۲٫۶۵۲٫۴۷۴ فروش دانلودی و ۲۱٫۵۶۰٫۲۰۲ استریم.

## لیست آهنگ
| Track list | Track list       | Track list     | Track list |
| شماره      | نام              | نویسنده(ها)    | مدت        |
| ---------- | ---------------- | -------------- | ---------- |
| ۱.         | «Ma Boy»         | Brave Brothers | ۳:۱۷       |
| ۲.         | «Ma Boy» (Inst.) | Brave Brothers | ۳:۱۷       |
| مجموع مدت: | مجموع مدت:       | مجموع مدت:     | ۶:۳۴       |

## نمودار
| نمودار                      | اوج موقعیت |
| --------------------------- | ---------- |
| Gaon Singles chart          | 2          |
| Gaon محلی Singles chart     | 2          |
| Gaon جریان Singles chart    | 3          |
| Gaon دانلود Singles chart   | 3          |
| Gaon BGM نمودار             | 2          |
| Gaon Mobile Ringtone نمودار | 1          |
| Gaon کارائوکه نمودار        | 4          |

## اعتبارات و پرسنل
- Hyorin - خواننده
- بورا - خواننده، رپ
- بریو برادرز - تولید آهنگسازی، مرتب، موسیقی